# Sorygaza argandina
Sorygaza argandina är en fjärilsart som beskrevs av Druce 1891. Sorygaza argandina ingår i släktet Sorygaza och familjen nattflyn. Inga underarter finns listade i Catalogue of Life.